# Río Punkva

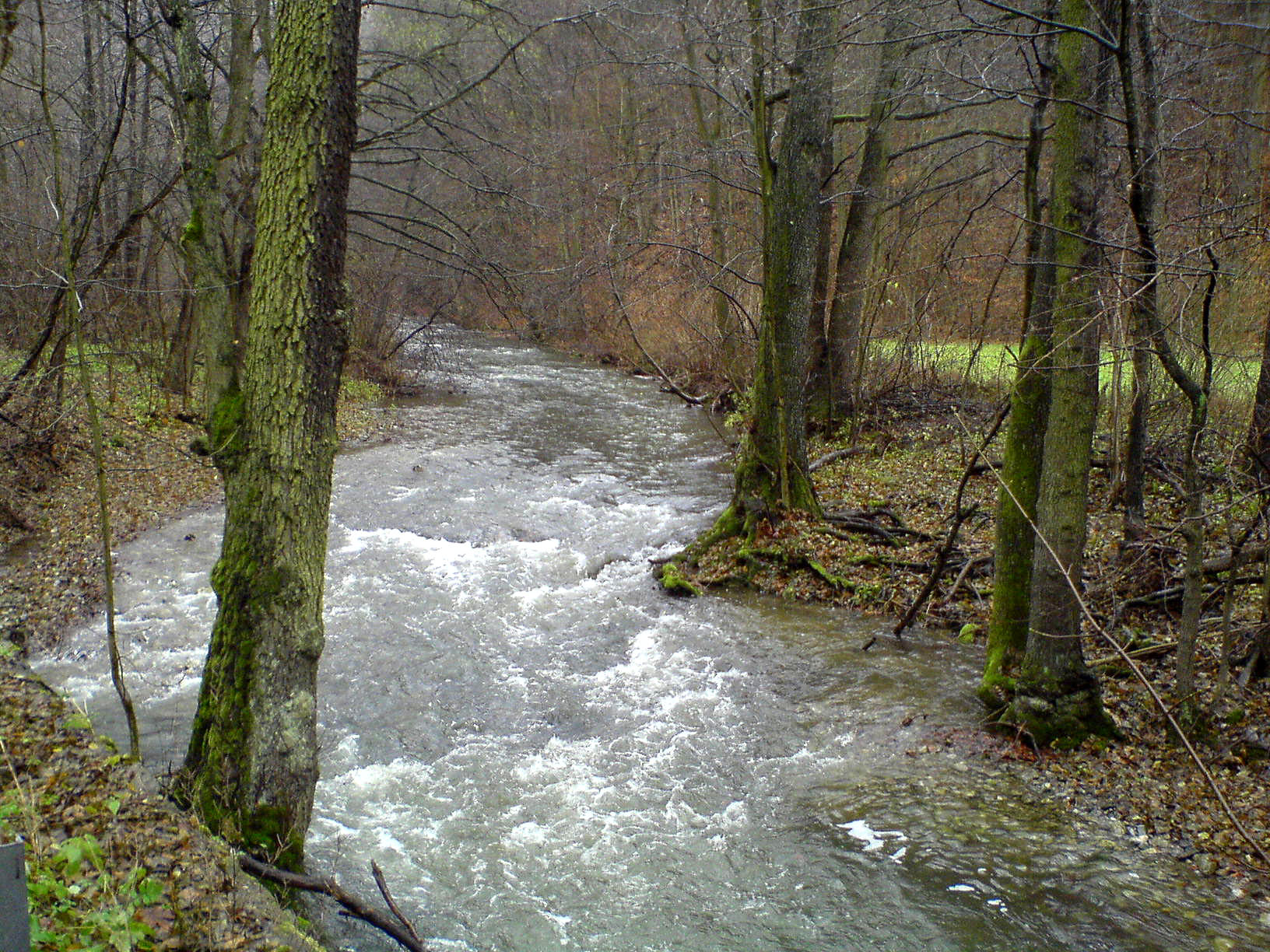
El río Punkva en el karst de Moravia.

El Punkva es un corto río que fluye por la región de Moravia del Sur de la República Checa. Tiene una longitud de 29 km. Sus nacientes se encuentran en el karst de Moravia bajo tierra y desde allí fluye hacia el abismo de Macocha, desde donde se dirige hacia las cuevas de Punkva. Luego de emerger de las cuevas de Punkva fluye atravesando el valle y varias pequeñas lagunas. Finalmente confluye con el río Svitava en Blansko, desembocando en el mismo sobre la margen derecha.